# Şehzade Mahmud (fils de Mehmed III)
 (septembre 2022).
Le contenu est difficilement compréhensible vu les erreurs de traduction, qui sont peut-être dues à l'utilisation d'un logiciel de traduction automatique.
Şehzade Mahmud (en turc ottoman : شہزادہ محمود), né en 1588 à Manisa et mort le 7 juin 1603 à Constantinople, il est le fils de Mehmed III, sultan ottoman et de sa concubine Halime Sultan. Il était le petit-fils du sultan Mourad III, le demi-frère du futur sultan Ahmed Ier et le frère de Moustafa Ier.

## Biographie

### Jeunesse
Şehzade Mahmud est né à Manisa, quand son père était encore un prince et le gouverneur du Sanjak de Saruhan. Sa mère était Halime Sultan. Mahmud et ses frères ont été éduqués par Mustafa Efendi, qui a été nommé par Mehmed en 1592. Lorsque Mourad mourut en 1595, Şehzade Mehmed monta sur le trône sous le nom de Mehmed III, Mahmud vint à Constantinople avec son père. En montant sur le trône, son père ordonna l’exécution de dix-neuf de ses propres frères et demi-frères.

### À Istanbul
À Constantinople, Mahmud était très populaire auprès des janissaires. Mehmed fut troublé par l’empressement de Mahmud à quitter le palais et à assumer le rôle de prince guerrier, d’autant plus qu’il était lui-même devenu si gros qu’il ne pouvait pas faire campagne. Dans l’espoir de dissiper les inquiétudes de son père au sujet des rébellions provinciales et des avances safavides, Mahmud demanderait à son père de l’envoyer et de lui donner le commandement de l’armée.,, Chaque fois qu’il parlait comme ça, Ahmed essayait sans succès de l’arrêter parce que cela irritait Mehmed. En outre, Mehmed craignait que la jeunesse avait l’intention de monter une rébellion contre lui à l’intérieur du palais.
Mahmud est devenu grave de voir comment son père a été tout à fait dirigé par Safiye Sultan, sa grand-mère et l’État allait en ruine. Sa mère n’a pas non plus été favorisée par Safiye. Selon la tradition turque, tous les princes devaient travailler en tant que gouverneurs provinciaux (Sanjak-bey) dans le cadre de leur formation. Cependant, Mahmud étant trop jeune n’était pas encore circoncis, ni a été envoyé pour gouverner aucune province en raison des révoltes sortantes de Celali et de la Longue Guerre turque, une guerre indécise entre la monarchie de Habsbourg et l’Empire ottoman, principalement sur les Principautés de Valachie, Transylvanie et la Moldavie.
Des rumeurs de complot pour empoisonner Mehmed afin d’amener Mahmud au commandement de l’empire se répandaient dans la capitale. La discussion a eu lieu parmi les vizirs du conseil impérial quant à laquelle des fils du sultan devrait être désigné héritier du trône. Les vizirs ont été divisés en deux groupes, l’un soutenant Mahmud, l’autre favorisant son frère Ahmed. Selon une autre rumeur si la conspiration pour assassiner le sultan a échoué, Mahmud serait secrètement emmené dans une province, où il pourrait facilement rassembler une armée et se battre pour le trône.
De plus, la mère de Mahmud envoya un message à un voyant pour savoir si son fils deviendrait le prochain sultan et combien de temps son mari régnerait. L’homme répondit, mais le message fut intercepté par Abdürrezzzak Agha, l’eunuque noir gardien du harem impérial, qui le donna plus tard à Mehmed et Safiye. Le message disait que Mehmed mourrait dans les six mois et que son fils deviendrait le prochain sultan. Poussé par Safiye, Mehmed fit interroger Mahmud, qui ne savait en fait rien de l’action de sa mère.

### Emprisonnement
Mahmud a été emprisonné et battu pour le faire avouer. Après deux jours, il a été battu à nouveau ayant à chaque fois deux cents coups, mais rien n’est sorti. Puis sa mère a été appelée en question et examinée, qui a avoué qu’elle avait envoyé un message au voyant religieux pour qu’elle connaisse la fortune de son fils, mais sans aucune intention de blesser ou de penser à la privation de son mari. Mais cette déclaration n’a pas satisfait Mehmed et sa mère, Safiye.
Le sultan a décidé de consulter son grand vizir Yemişçi Hasan Pacha et le mufti sur la question. Il a demandé un avis juridique au mufti Ebulmeyamin Mustafa Efendi, s’il pouvait exécuter son fils ou non. Le mufti a estimé qu’il ne pouvait exécuter son fils sans témoins et qu’il ne pouvait être exécuté que parce que sa mort satisferait son père.

### Exécution
Mahmud fut exécuté le 7 juin 1603 par quatre sourds muets dans une salle de harem tandis que Mehmed attendait à l’extérieur. Après que son ordre ait été exécuté, Mehmed entra dans la pièce pour s’assurer que Mahmud était mort. Après la mort de ce dernier, les deux seuls fils de Mehmed sont les futurs sultans Ahmed Ier et Moustafa Ier., Ses disciples qui étaient censés être impliqués dans l’affaire ont été jetés à la mer. Il a été répandu que sa mère a également été exécutée. Cependant, elle est envoyée au Vieux Palais (Eski Saray). Après sa mort, Mahmud est considéré comme courageux et jaloux et rejoint la catégorie de ceux qui sont très aimés par les janissaires, une façon ottomane de décrire à titre posthume les princes ambitieux ayant échoué.

### Conséquences
Mehmed mourut le 22 décembre, six mois et demi plus tard. Selon une source, la cause de la mort de Mehmed était la détresse causée par la mort de son fils, le demi-frère de Mahmud, Ahmed, monta sur le trône. Mahmud, qui avait été enterré d’abord de façon obscure, fut honoré d’être enterré dans une tombe construite sur les ordres de son frère Ahmed, à la mosquée Şehzade, à Istanbul. Ahmed envoya également Safiye Sultan au Vieux Palais le vendredi 16 janvier 1604, avec son frère Moustafa. Il remplaça également le chef de l’eunuque noir du harem impérial, Abdürrezzzak Agha, par un nouveau Cevher Agha, en raison de son rôle dans l’exécution de Mahmud.,

### Şehzade Mahmud dans la culture populaire
En 2015, la série télévisée historique turque Muhteşem Yüzyıl: Kösem, Şehzade Mahmud est interprétée par Arda Taşarcan enfant et Barış Cankurtan adulte.

### Sources
- [Auteur à renseigner], « Titre à renseigner », International Journal of Turkish Studies, University of Wisconsin, vol. 13,‎ 2007
- [Auteur à renseigner], « Titre à renseigner », FMR : the Magazine of Franco Maria Ricci : Issues 14-16, Franco Maria Ricci International,‎ 1985
- (tr) Günhan Börekçi, İnkırâzın Eşiğinde Bir Hanedan : III. Mehmed, I. Ahmed, I. Mustafa ve 17. Yüzyıl Osmanlı Siyasî Krizi
- (en) Günhan Borekçi, Factions And Favorites At The Courts Of Sultan Ahmed I (r. 1603-17) And His Immediate Predecessors, 2010
- (en) Jeroen Duindam, Dynasties : A Global History of Power, 1300–1800, Cambridge, United Kingdom, Cambridge University Press, 1er octobre 2015 (ISBN 978-1-107-06068-5, lire en ligne)
- (en) Metin Kunt, « A prince goes forth (perchance to return) », dans Baki Tezcan Karl K. Barbir (éds.), Identity and Identity Formation in the Ottoman World : A Volume of Essays in Honor of Norman Itzkowitz, Center for Turkish Studies at the University of Wisconsin, 2007, 279 p. (ISBN 978-0-299-22750-0)
- Michalis N. Michael, Matthias Kappler et Eftihios Gavriel, « titre à renseigner », Archivum Ottomanicum,‎ 2009
- (en) Leslie P. Peirce, The Imperial Harem : Women and Sovereignty in the Ottoman Empire, Oxford University Press, 1993, 374 p. (ISBN 978-0-19-508677-5, lire en ligne )
- Gabriel Piterberg, An Ottoman Tragedy : History and Historiography at Play, University of California Press, 4 septembre 2003, 271 p. (ISBN 978-0-520-93005-6, lire en ligne)
- (en) Baki Tezcan, The second Ottoman Empire : political and social transformation in the early modern world, New York, Cambridge University Press, 13 septembre 2010, 284 p. (ISBN 978-0-521-51949-6, lire en ligne)
- (en) Baki Tezcan, Searching For Osman : A Reassessment Of The Deposition Of The Ottoman Sultan Osman II (1618-1622), 2001
- (tr) Ismail Hakki Uzuncarsili, « III Mehmed’in oglu sehzade Mahmud’un ölümü » [« The Death of Prince Mahmut, Son of Mehmed III »], Belleten,‎ 1960
- (en) Anne Walthall, Servants of the Dynasty : Palace Women in World History, Berkeley, University of California Press, 2008, 381 p. (ISBN 978-0-520-25444-2, lire en ligne)

#### Encyclopédies
- (en) Selcuk Aksin Somel, The A to Z of the Ottoman Empire, Lanham (Md.), Rowman & Littlefield, 2010, 399 p. (ISBN 978-0-8108-7579-1, lire en ligne)
- (en) Gábor Ágoston et Bruce Alan Masters, Encyclopedia of the Ottoman Empire, Infobase Publishing, 1er mai 2010, 689 p. (ISBN 978-1-4381-1025-7, lire en ligne)